# Искър (община)
Вижте пояснителната страница за други значения на Искър.
Община Искър се намира в Северна България и е една от съставните области в Област Плевен.  

## География

### Разположение
Общината е разположена в западната част на област Плевен. С площта си от 243,899 km2 заема 10-о място сред 11-те общини на областта, което съставлява 5,24% от територията на областта. Граничи със следните общини:
- на североизток – община Долна Митрополия;
- на югоизток – община Долни Дъбник;
- на югозапад – община Червен бряг;
- на запад – община Кнежа;
- на север – община Оряхово, Област Враца.

### Релеф
Преобладаващият релеф на общината е равнинен и слабо хълмист. Територията ѝ е разположена в най-източната част на Западната Дунавска равнина. През средата на общината протича част от долното течение на река Искър. На северозапад от нейната долина в пределите на общината попада участък от югоизточната част на обширното льосово плато Равнището с надморска височина до 150 m. Районът източно от долината на реката, до вододелът с река Вит се заема от крайните югоизточни, хълмисти части на Западната Дунавска равнина. Тук източно от село Писарово се намира най-високата точка на общината – 187,2 m н.в., а североизточно от село Староселци, в коритото на река Искър – най-ниската точка – 40 m н.в.

### Води
От юг на север, а след село Долни Луковит на североизток протича около 24 km от долното течение на река Искър, а в северната част на общината, през землището на село Долни Луковит – малък участък (около 3 km) от река Гостиля (ляв приток на Искър).

## Население

### Етнически състав (2011)
Численост и дял на етническите групи според преброяването на населението през 2011 г.:
|                     | Численост | Дял (в %) |
| Общо                | 6884      | 100,00    |
| Българи             | 6516      | 94,65     |
| Турци               | 37        | 0,54      |
| Цигани              | 143       | 2,08      |
| Други               | 20        | 0,29      |
| Не се самоопределят | 30        | 0,44      |
| Неотговорили        | 138       | 2,00      |

### Населени места
В състава на общината има 4 населени места с общо население 5686 жители (7 септември 2021 г.).
| Населено място | Население (2021 г.) | Площ на землището km2 | Забележка (старо име) | Населено място | Население (2021 г.) | Площ на землището km2 | Забележка (старо име)           |
| -------------- | ------------------- | --------------------- | --------------------- | -------------- | ------------------- | --------------------- | ------------------------------- |
| Долни Луковит  | 1609                | 69,501                |                       | Писарово       | 689                 | 44,839                | Песерево                        |
| Искър          | 2558                | 75,324                | Махалата, Пелово      | Староселци     | 830                 | 54,235                |                                 |
|                |                     |                       |                       | ОБЩО           | 5686                | 243,899               | няма населени места без землища |

## Административно-териториални промени
- МЗ № 2820/обн. 14.08.1934 г. – преименува с. Песерево на с. Писарово;
- Указ № 291/обн. 30.07.1957 г. – преименува с. Махалата на с. Пелово;
- Указ № 546/обн. 15.09.1964 г. – признава с. Пелово за с.гр.т. Пелово;
- Указ № 1942/обн. 17.09.1974 г. – признава с.гр.т. Пелово за гр. Пелово;
- Указ № 110/обн. 03.04.1998 г. – преименува гр. Пелово на гр. Искър и община Пелово на община Искър.

## Транспорт
През общината преминават изцяло или частично 3 пътя от Републиканската пътна мрежа на България с обща дължина 35 km:
- участък от 10,4 km от Републикански път II-13 (от km 86 до km 96,4);
- целият участък от 13,4 km от Републикански път III-1307;
- началният участък от 11,2 km от Републикански път III-1308 (от km 0 до km 11,2).

## Топографска карта
- Лист от карта K-35-13. Мащаб: 1 : 100 000.